# 장세훈
장세훈(張世勳, 1968년 11월 18일~)은 대한민국의 신학자이자 합동신학대학원대학교의 구약학 교수이다. 성경배움터 토브의 대표이며,
한국복음주의신학회 부회장, 한국성경신학회 총무, Canon& Culture 편집위원, 한국복음주의구약신학회 총무를 역임하였다. 2017년 요한칼빈탄생500주년기념사업회로부터 올해의 신학자 수상을 받았으며, 2018년 희망나눔재단으로부터 해외우수논문상을 수상을 받았다. 구약성경 이사야와 지혜서 연구의 전문가로 평가받는다.

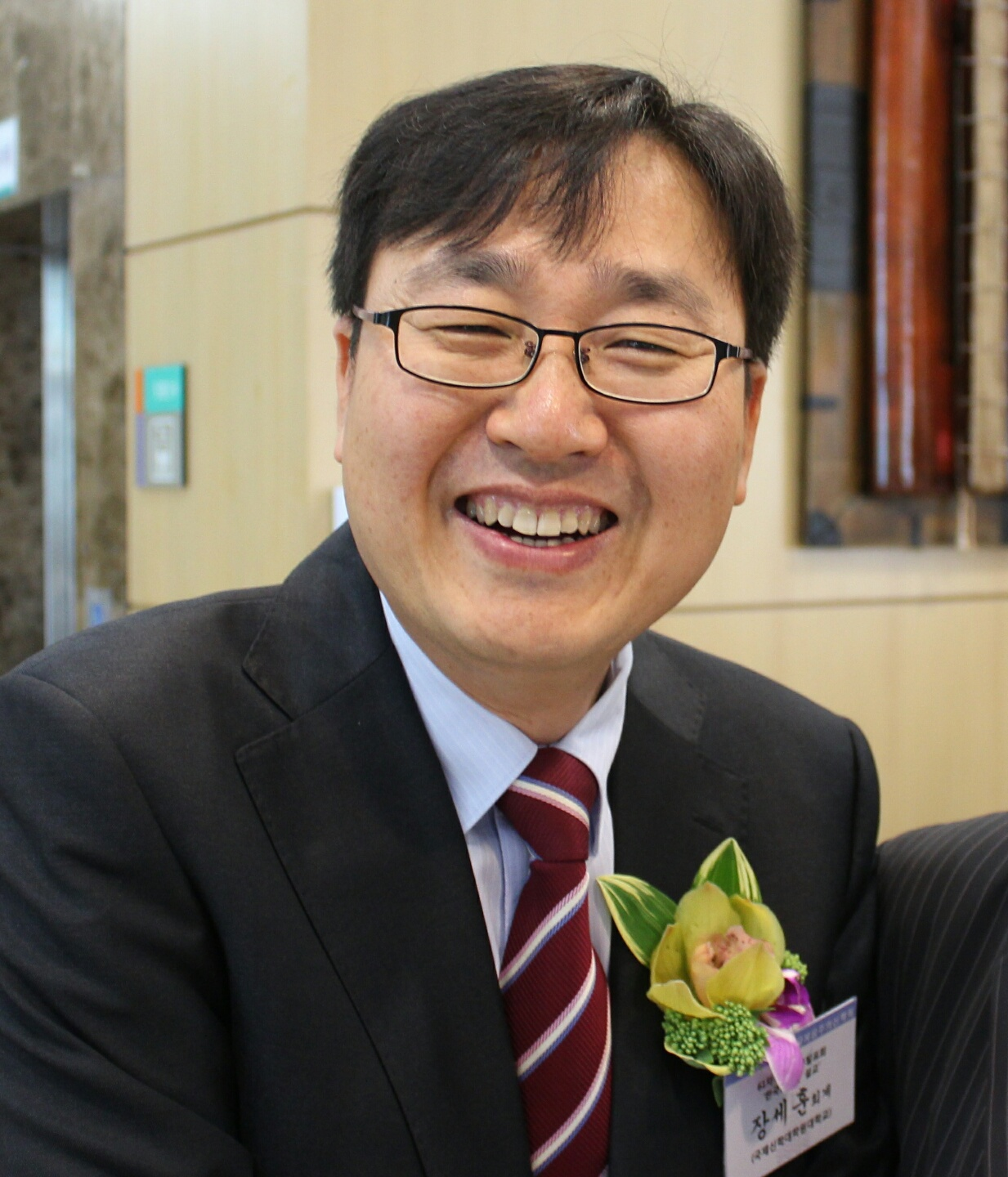
장세훈 교수

## 학력
- 고신대학교
- 총신대 신대원 졸업,
- 호주 퀸스랜드 대학교(University of Queensland) 졸업(Ph.D), 지도교수(Edgar W. Conrad)[9]
- 영국 캠브리지 대학교(University of Cambridge) 신학부(Faculty of Divinity) 방문  교수(Visiting Fellow, 2014-15년)

## 경력
- 성경배움터 토브 대표
- 한국복음주의신학회 부회장
- 한국성경신학회 총무(2020-현재)
- 한국장로교신학회 협동총무 2018[10]
- Canon & Culture 편집위원
- 《교회와 문화》편집위원
- 한국복음주의구약신학회 총무 역임
- 한국개혁신학회 교류협력이사 역임

## 수상경력
- 2017년 요한칼빈탄생500주년기념사업회로부터 올해의 신학자 수상
- 2018년 희망나눔재단으로부터 해외우수논문상 수상

## 대표 저서

### 영문 저서
- “Is Hezekiah a Success or a Failure?: The Literary Function of Isaiah’s Prediction at the End of the Royal Narratives in the Book of Isaiah”, JSOT vol. 42.1 (2017): 117-135.[11]
- “God as the Wise Teacher in Job”, Multiple Teachers in Biblical Texts, Biblical Exegesis & Theology 88 (eds.) B. J. Boet and A. L. H. M. van Wieringen (Leuven: Peeters, 2017): 73-88.[12]
- Particularism and Universalism in the Book of Isaiah: Isaiah’s Implications for a Pluralistic World from a Korean Perspective (Bern: Peter Lang, 2005).[13]

-Review Journal-
- Christophe Rico and Peter J. Gentry, The Mother of the Infant King: Isaiah 7:14 (Eugene, OR: Wipf & Stock, 2020). CBQ 84, (2022): 122-124.[14]

### 한글 저서
- 『스가랴』 (서울: SFC, 2021)
- 『문맥에서 길을 찾다』 (토브:2018)
- 『실천과 적용을 위한 구약해석』 (그리심: 2012)
- 『21세기 개혁주의 구약신학』 (서울: SFC, 2010)
- 『한 권으로 읽는 이사야서』 (서울: 이레서원, 2004)
- 『본문의 의미를 찾아서』(그리심: 2007)
- 『21세기 개혁주의 구약신학』 SFC출판부 | 2010
- 『내게로 돌아오라』  SFC출판부 | 2007

### 역서
- 『새롭게 읽는 선지서』저자 에드가 W 콘래드 | 역자 장세훈 | CLC(기독교문서선교회) | 2013.
- 『언약신학과 종말론』, 저자 윌리엄 J 덤브렐 | 역자 장세훈 | CLC(기독교문서선교회) | 2016.
- 『구약신학』 저자 폴 R하우스 | 역자 장세훈 | CLC(기독교문서선교회) | 2001
- 『주의 날 어떻게 이해할 것인가』 저자 폴 하우스,장세훈 | 그리심 | 2006
- 『새 언약과 새 창조』 저자 윌리엄 J덤브렐 | 역자 장세훈 | CLC(기독교문서선교회) | 2016.
- 『20세기 복음주의 성경 신학자들』 저자 월터 엘웰 | 역자 장세훈 | 이레서원 | 2001

### 한글논문
- “코로나 시대 분열의 갈등을 넘어: 느 1:5-11에 나타난 ‘우리’의 ‘죄 동일시’ 고백을 중심으로”, 『성경과 신학』 95 (2020):1-22.
- “욥 42:1-6에 나타난 회개의 의미”, 『교회와 문화』 제44호 (2020): 55-74.
- “여호와를 아는 지식의 결핍과 리더십의 문제: 호 4:4-6을 중심으로”, 『성경과 신학』 71 (2014): 1-21.
- “아모스서의 종말론 이해: 아모스 9장 11절의 ‘다윗의 장막’에 대한 성경신학적 고찰”, 『교회와 문화』 42 (2019): 74-93.
- “창 3:15의 ‘제라’(씨/후손)에 대한 성경신학적 고찰: 게르할더스 보스의 관점을 중심으로”, 『교회와 문화』 제37호 (2015): 11-28.
- “여호와를 아는 지식의 결핍과 리더십의 문제: 호 4:4-6을 중심으로”, 『성경과 신학』 71 (2014): 1-21.
- “가정의 언약적 순결에 대한 성경신학적 고찰: 말 2:10-16을 중심으로” 『한국개혁신학』 36 (2012): 236-262.
- “시온의 토라와 들음의 이슈에 대한 고찰”, 『Canon&Culture』 5(1) (2011): 145-171.
- “신화논쟁의 맥락에서 본 피터엔스의 신학에 대한 고찰”, 『한국개혁신학』 28 (2010): 204-232.
- “최근 스가랴서의 공시적 해석 동향”, 『개혁논총』 14 (2010): 365-386.
- “구약설교를 위한 번역선택의 중요성에 대한 고찰: 호 1:4, 1:9 및 2: 19-20을 중심으로”, 『한국개혁신학』 26 (2009): 39-65.
- “성경신학적 출애굽이해와 세례”, 『장로교회와 신학』 6 (2009): 47-67.
- “칼빈의 역사 문법적 해석의 의의”, 『개혁논총』 11 (2009): 63-85.
- “레위기 19장 19절과 GMO 논쟁”, 『Canon&Culture』 2(2) (2008): 71-98.
- “이사야서의 정경적 해석 동향: 차일즈, 브루그만, 콘래드를 중심으로”, 『구약논단』 1(22) (2006): 46-63.

## 같이 보기
- 국제신학대학원대학교
- 한국복음주의신학회
- 한국복음주의구약신학회
- 한국장로교신학회
- 한국개혁신학회
- 종교개혁500주년기념일
- 요한칼빈탄생500주년기념사업회
- 한국성경신학회
- 한국의 신학자 목록
- 개혁신학자
- 이승구